# Harry Brauner
Harry Brauner (n. 24 februarie 1908, Piatra-Neamț, Neamț, România – d. 11 martie 1988, București, România) a fost un folclorist și etnomuzicolog român, de origine evreu, fratele pictorului suprarealist Victor Brauner și al fotografului Théodore (Teddy) Brauner.
A fost căsătorit cu artista plastică Lena Constante. A fost unul din cei care au descoperit-o pe cântăreața de muzică populară Maria Tănase, la mijlocul anilor 1930.

## Biografie

### Anii timpurii, educație
S-a născut la data de 24 februarie 1908, în Piatra Neamț, județul Neamț. Tatăl său, un evreu care lucra ca funcționar la o fabrică de cherestea, se mută cu familia, în 1913, la Viena, de unde se întoarce în România după doi ani, stabilindu-se temporar la Brăila. În această perioadă, Harry, frații săi și sora sa învață limba germană.
Între 1917-1918 se stabilește cu familia la București. 
Între 1925-1929 studiază la Conservatorul din București, unde îi are ca profesori pe Dumitru Georgescu-Kiriac (teorie-solfegiu), Alfonso Castaldi (armonie), Ștefan Popescu (dirijat cor) și Constantin Brăiloiu (istoria muzicii).

### Folclorist, etnomuzicolog, sociolog
În 1928 profesorul Constantin Brăiloiu îl numește secretar al Arhivei de Folklor de pe lângă Societatea Compozitorilor Români, proaspăt înființată. 
Între 1928-1929, în paralel cu studiile muzicale, urmează la Universitatea din București și cursurile de sociologie ale lui Dimitrie Gusti și de estetică ale lui Tudor Vianu.
În 1929, Dimitrie Gusti, descoperindu-i pasiunea științifică față de folclorul muzical, îl include în echipa de cercetare sociologică monografică, de natură etnomuzicală, în satul Drăguș, județul interbelic Făgăraș, compusă din Mircea Vulcănescu, Paul Sterian, Petru Comarnescu, Margareta Sterian, Tudor Vianu, dr. Mitu Georgescu, Traian Herseni, Emanoil Bucuța și Lena Constante, de care se îndrăgostește. În cadrul acestei echipe multidisciplinare, Harry Brauner și Brăiloiu se ocupau de muzică. Timp de zece ani a reușit să înregistreze circa 5000 de melodii, cu un fonograf, pe cilindri de ceară.
Între 1929-1932, pentru a putea trăi, lucrează ca profesor de muzică la liceul „Sfântul Haralambie” din Turnu Măgurele.
Între 1932-1935 este profesor de muzică la liceele Sfântul Sava, Mihai Viteazul și Matei Basarab din București. În paralel este profesor suplinitor la clasele de istoria muzicii și estetică muzicală la Conservatorul din București și la Academia de muzică religioasă.
În 1933 pleacă la Paris cu o bursă, unde lucrează la Muzeul de Etnografie Trocadero, dar se și documentează asupra cercetărilor de folclor muzical sub conducerea etnomuzicologului André Schaeffner.
Între 1936-1938 efectuează numeroase cercetări de teren în toată țara și se îngrijește de editarea muzicii popullare românești pe discuri de gramofon la casele Lifa și Columbia. Din 1939 este membru onorific la The English Folk Dance and Song din Londra.
Între 1940-1944, în perioada celui de-al Doilea Război Mondial, fiind evreu, găsește cu greu un post de profesor de muzică la liceul evreiesc „Barbu Delavrancea” din București, avându-i colegi pe Alexandru Graur și Jacques Byck.
Între 1944-1949 este consilier pentru folclor la Societatea Română de Radiodifuziune, îngrijindu-se de conservarea Arhivei de Folklor, al cărei director devine ulterior.
Între 1948-1950 este profesor de folclor muzical la Conservatorul din București, devenind șef de catedră.

### Institutul de Etnografie și Folclor „Constantin Brăiloiu”
În 1949 înființează Institutul de Etnografie și Folclor, purtând numele maestrului și mentorului său și a întregei sale generații, Constantin Brăiloiu. Pentru a ființa undeva, prin intervenții la Lucrețiu Pătrășcanu, obține clădirea în care urma să funcționeze institutul. În aceeași perioadă, în cadrul institutului, întemeiază alături de naistul Fănică Luca și violonistul Ion Luca-Bănățeanu, Orchestra „Barbu Lăutaru”. Este directorul Institutului de Folclor până în ianuarie 1950.

### Prigoana, arestarea, detenția
În 1950, din cauza amiciției cu Lucrețiu Pătrășcanu și a prieteniei soției sale, Lena Constante, cu soția ministrului, este arestat și implicat fără vină în procesul Pătrășcanu, fiind condamnat la 15 ani de închisoare (din care execută 12). Lena Constante, de asemenea nevinovată, este și ea arestată.
La 25 ianuarie 1962 este eliberat din închisoare și primește domiciliu obligatoriu la Viișoara, lângă Slobozia, unde putea lucra și discuta cu alți exilați acolo și putea primi vizitele Lenei Constante, care fusese și ea eliberată din închisoare în 1962.
În octombrie 1964 se căsătorește cu Lena Constante în comuna unde acesta avea domiciliu obligatoriu. În același an i se ridică domiciliul obligatoriu și revine la București. După un an cei doi divorțează, deoarece el vrea să plece în Israel. După ce renunță la plecare, cei doi se recăsătoresc.

### Reabilitarea și „noua carieră”
Între 1965-1968 este documentarist principal la Institutul de Istoria Artei al Academiei Române.
În 1968, după rejudecarea procesului lui Pătrășcanu, este reabilitat și primește o pensie mizerabilă.
În 1971 conduce primul laborator etnomuzicologic, înființat pe lângă Conservatorul „Ciprian Porumbescu” din București.
A fost colaborator la revistele „Contemporanul”, „Flacăra”, „Magazin”, „Muzica”, „Orizont”, „Revue roumaine d'histoire de l'art”, „România liberă”, „La Roumanie d'ajourd'hui”, „Sociologie românească”.

## Personaj în literatură
În romanul Cel mai iubit dintre pământeni, de Marin Preda, Harry Brauner apare ca personaj, despre care se spune că era un „evreu pasionat de folclorul românesc, un om de cultură rafinat, care se străduia aproape zilnic să ne convingă de marile valori ale cântecelor noastre populare. Știa bocete de o frumusețe care te înfiora, cântece tragice de despărțire, de dor, de nuntă, unele sublime, altele brutale și grotești, cum nu auzise nimeni niciodată.”

## Publicații

### Volume
- Să auzi iarba cum crește, București, Editura Eminescu, 1979, 452 p.

### Studii și articole
- Muzica populară și învățământul superior, în „Căminul cultural”, anul XIII, nr. 3, 1947, pp. 479-485.
- Despre noțiunile de timp și loc în cântecul popular românesc, în „Studii”, anul I, nr. 1, 1948, pp. 186-205.
- D. G. Kiriac l'homme, în „Revue Roumaine d’Histoire de l’Art”, tome III, 1966, pp. 191-195.
- Poluarea folclorului, în „România liberă”, anul XXVIII, nr. 7908 din 25 martie 1970, pp. 1-2.
- Un document folcloric tulburător, în „Magazin”, anul XIV, nr. 663 din 20 iunie 1970, p. 2.
- Povestea unui disc, în „Almanah Magazin”, 1970.
- De la Edison la magnetofonul stereo, în „Almanah Magazin”, 1971, pp. 177-181.
- Poienile Izei. Un conservator sătesc, în „Tribuna Română”, anul III, nr. 39 din 15 iunie 1974, p. 13.